# Shakebao

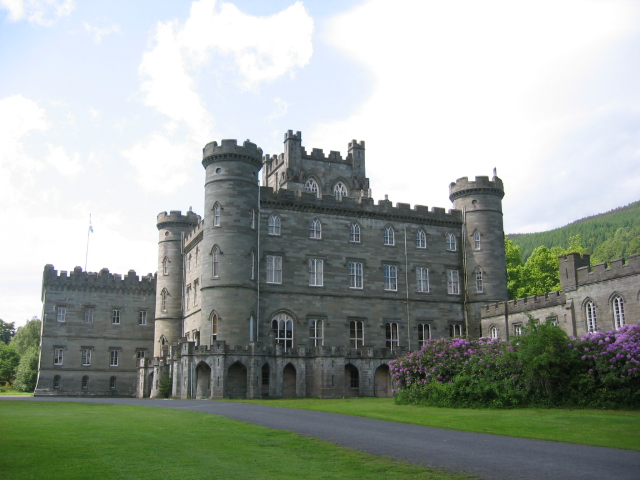
Lâu đài Taymouth từng được giới truyền thông Trung Quốc minh họa thành Shakebao.

Shakebao (tiếng Trung: 沙科保, Hán Việt: Sa Khoa Bảo; trong bản tiếng Anh đôi lúc gọi là Chako Paul City) là thị trấn hư cấu với 25.000 dân toàn là phụ nữ chỉ có ở miền bắc Thụy Điển, bản tin về vụ này tràn ngập trên các cơ quan báo chí Trung Quốc như Tân Hoa Xã và Tin tức Cáp Nhĩ Tân vào năm 2009. Thị trấn này được cho là do một góa phụ giàu có, căm ghét đàn ông thành lập vào năm 1820. Đàn ông bị cấm bước chân vào thị trấn và hầu hết những cư dân tuyệt vọng, thèm khát tình dục nơi đây đã quay sang sống theo kiểu đồng tính nữ. Ngay sau khi báo chí đưa tin, hàng triệu người đàn ông Trung Quốc đã đổ xô đến các công ty du lịch Thụy Điển đòi phải cung cấp thông tin về địa điểm này.
Claes Bertilson, người phát ngôn của Hiệp hội Khu vực và Chính quyền Địa phương của Thụy Điển, cho biết: "Với 25.000 dân, thị trấn này là một trong những thị trấn lớn nhất ở miền bắc Thụy Điển, và tôi thấy thật khó tin rằng bạn có thể giữ bí mật về vụ việc suốt hơn 150 năm."